# Теория экономического роста
Тео́рия экономи́ческого ро́ста — экономическая теория, исследующая причины различий в уровне доходов населения и долгосрочных темпах экономического роста между странами, а также условия выхода стран на траекторию устойчивого развития и поддержания высоких темпов роста на длительном временном отрезке.
Первые исследования, изучающие эти проблемы, появились в конце XVIII века, когда наиболее распространённой концепцией стало мальтузианство, центральной идеей которого было уменьшение рождаемости. С середины 1930-х годов в экономической науке начало доминировать кейнсианство, основной концепцией которого в вопросах экономического роста с середины 1940-х годов стала теория «большого толчка». Она предполагала аккумулирование государством средств при помощи фискальной и кредитно-денежной политики для проведения индустриализации экономики за счёт государственных инвестиций. В конце 1950-х годов в вопросах экономического роста стали доминировать неоклассические модели, которые не предполагали никаких рецептов выхода на траекторию устойчивого роста, концентрируясь на вопросах достижения равновесия и его устойчивости. В конце 1980-х годов были разработаны модели, объясняющие экономический рост за счёт внешних эффектов от капитала, как физического, так и человеческого, которые не подтвердились эмпирически. В начале 1990-х годов были разработаны модели, объясняющие экономический рост как следствие монопольной прибыли от производства разрабатываемых в секторе НИОКР новых товаров. В настоящее время своё видение причин и механизмов экономического роста предлагают новая классическая теория, новая институциональная теория и единая теория роста.
Исследованиями в этой области занимались многие лауреаты Нобелевской премии по экономике: Роберт Солоу, Тьяллинг Купманс, Пол Самуэльсон, Кеннет Эрроу, Питер Даймонд, Роберт Лукас и Пол Ромер.

## Межстрановые различия в уровне доходов
| >$60,000 $50,000 - $60,000 $40,000 - $50,000 $30,000 - $40,000 | $20,000 - $30,000 $10,000 - $20,000 $5,000 - $10,000 $2,500 - $5,000 | $1,000 - $2,500 $500 - $1,000 <$500 Нет данных |

Отличительной особенностью современной экономики является значительный разброс в уровне дохода на душу населения в различных странах. Это различие стало наиболее ощутимым в XX веке. Оно усилилось после Второй мировой войны и продолжало увеличиваться на протяжении всего XX века. В настоящее время разница в доходах работников в богатых и бедных странах достигает десятки и даже сотни раз. Эта ситуация давно привлекла внимание исследователей к причинам этого явления, они отметили существенные различия в темпах экономического роста между странами. Если в стране A темп экономического роста больше на 1 %, чем в стране B, а темпы роста населения одинаковы, то через 200 лет доходы жителей страны A будут в 7 раза больше, чем жителей страны B, а если разница составляет 2 % — то уже в 52 раза. Исследователи пытались выяснить, почему некоторым странам, таким как послевоенная Япония и Южная Корея, удавалось показывать высокие устойчивые темпы роста ВВП, и в то же время большинству стран это не удавалось. Они создавали модели, при помощи которых пытались раскрыть причины успеха богатых стран, чтобы более бедные страны тоже смогли встать на траекторию устойчивого роста. Это оказалось очень непростой задачей: простые рецепты не сработали, а количество факторов, используемых в анализе, с течением времени только росло. Тем не менее, большинство исследователей отмечает прогресс, сделанный теорией экономического роста с 1950-х годов. За прошедшее время она существенно приблизилась к ответу на три своих основных вопроса:
1. Почему существуют такие различия в уровне доходов на душу населения и производительности труда между странами?
2. Почему экономические показатели некоторых стран растут быстро, в то время как в других странах экономика находится в застое?
3. Что позволяет странам иметь устойчивый рост в течение длительного периода времени?

## Мальтузианская теория
Наиболее ранние исследования о причинах различия в уровне благосостояния стран относятся к концу XVIII века. Самая известная работа того времени — очерк Томаса Мальтуса, написанный в ответ Уильяму Годвину и маркизу де Кондорсе в 1798 году, в котором были изложены его основные взгляды, позже получившие название мальтузианство. В нём Мальтус полагает, что население растёт в геометрической прогрессии (удваивается каждые четверть века в отсутствие войн и болезней), а ресурсы Земли ограничены (в частности, производство продуктов питания растёт в арифметической прогрессии), потому если не сдерживать рост населения, то рано или поздно их перестанет хватать на всех. Свои взгляды он иллюстрировал примерами из истории Англии, когда реальные доходы работников выросли после чумы, сократившей население в XIV веке в Европе почти наполовину, а затем, по мере того, как население постепенно восстанавливалось, доходы падали и рождаемость снижалась. Ситуация, когда рост населения опережает рост производства (чаще всего сельскохозяйственного в доиндустриальной экономике из-за ограниченности площадей и плодородности пахотных земель), называется мальтузианской ловушкой. В качестве мер по обеспечению благосостояния общества Мальтус предлагал различные варианты контроля рождаемости.
Однако, приблизительно с 1800 года концепция Мальтуса перестала соответствовать эмпирическим данным для Великобритании: там одновременно росли и производительность труда вместе с заработной платой, и население. При этом также постоянно снижалась стоимость сельскохозяйственных угодий, хотя по концепции Мальтуса она должна была расти вместе с ростом населения. Аналогичные процессы происходили и в США во 2-й половине XIX века. Такая динамика получила название устойчивое развитие, и экономисты связывали его наступление с индустриализацией, которая в Великобритании началась раньше, чем в других странах. Соответственно, задача вывода страны на траекторию устойчивого развития свелась к задаче индустриализации экономики.
Не объясняет теория Мальтуса и демографический переход, начавшийся в начале XIX века в Западной Европе и США. По этой теории снижение рождаемости следует за снижением доходов, однако ни в одном случае в этот период снижения доходов не наблюдалось, наоборот, они росли.

### Новые институционалисты о мальтузианской теории
Объяснение того, почему в начале XIX века сначала в Великобритании, а затем и в других странах начался устойчивый экономический рост, опровергающий концепцию Мальтуса, предложили представители новой институциональной школы в конце XX века. По их мнению, чума в XIV веке не только сократила население Англии вдвое, но и значительно ослабила институты крепостного права. Это привело к тому, что крестьяне стали оставлять у себя существенно бо́льшую долю урожая, чем ранее, что и положило начало постепенному ослаблению феодальных институтов. В XVII веке продолжительная борьба между монархами из династии Стюартов и Парламентом, который поддерживали купцы и предприниматели, завершилась победой парламента и Славной революцией. Великобритания встала на путь развития плюралистических институтов, позволяющих широким слоям общества участвовать в управлении страной и получать доходы от своих предприятий (в том числе и от патентов на изобретения). Именно это и стало причиной начала индустриализации. Аджемоглу и Робинсон приводят пример Дени Папена, создавшего работающий паровой двигатель в 1690 году, то есть почти на 80 лет раньше Джеймса Уатта, и даже построившего пароход. Однако этот пароход был уничтожен, поскольку ландграф княжества Гессен-Кассель не был заинтересован в изобретениях, могущих подорвать монополии, доход от продаж прав на которые обеспечивал его благосостояние (в данном случае — монополия гильдии лодочников на речные перевозки). Джеймс Уатт же убедил Парламент выдать ему патент на 25 лет, сделавший его богатым человеком. Потому, заключают новые институционалисты, мальтузианская теория может быть верна только для обществ, в которых бо́льшая часть доходов сконцентрирована у небольшой группы (элиты), и большинство людей не имеют стимулов к увеличению собственной производительности труда, поскольку бо́льшую часть дополнительного дохода заберёт себе элита. В плюралистическом обществе люди имеют возможность извлекать выгоду из увеличения производительности труда, и потому происходит её устойчивый рост, и увеличение населения не приводит к снижению уровня жизни.

## Кейнсианская теория
В конце 1930-х многие экономисты пытались выяснить, почему освободившиеся после Первой мировой войны страны Восточной Европы не могут выйти на траекторию самоподдерживающегося роста и что нужно сделать для того, чтобы это произошло. Наиболее популярным объяснением сложившейся ситуации была концепция «большого толчка», предложенная Паулем Розенштейн-Роданом в 1943 году, основной идеей которой было осуществление индустриализации при помощи государственных инвестиций, средства для которых должны были аккумулироваться при помощи фискальной и кредитно-денежной политики. Эта концепция критиковалась многими экономистами-современниками, например, Саймон Кузнец отмечал, что в развитых странах стадия индустриализации и быстрого экономического роста не сопровождалась резким увеличением нормы сбережений и подобное описание подходит только для социалистической индустриализации. Тем не менее, популярность кейнсианских идей после Великой депрессии была велика, и подобная точка зрения стала мейнстримом, эту концепцию развивали Рагнар Нурксе, Харви Лейбенстайн, Альберт Хиршман, Ханс Зингер и другие. Кейнсианская модель рассматривала только депрессивную экономику в краткосрочном периоде. Чтобы отразить концепцию «большого толчка» в рамках кейнсианской теории, модель Кейнса необходимо было дополнить долгосрочным периодом.
В 1939 году Рой Харрод выделил основные факторы, влияющие на темпы экономического роста. Евсей Домар в 1944 году предложил концепцию, заключающуюся в том, что инвестиционный поток определяет не уровень национального дохода, а темпы его роста. В 1946 году, Домар изложил математическую модель, основанную на этой концепции. В 1956 году Роберт Солоу объединил подходы Харрода и Домара в рамках одной модели, которую он назвал моделью Харрода — Домара. Объединённая модель Харрода — Домара стала основной моделью и «теоретическим оружием» кейнсианства в вопросах экономического роста.
Производственная функция в модели описывается функцией Леонтьева:
{\displaystyle Y(K,L)=\min {\biggl (}{\frac {K}{a}};{\frac {L}{b}}{\biggr )}},
где {\displaystyle L} — труд, {\displaystyle K} — капитал, {\displaystyle a} и {\displaystyle b} — технологические параметры.
Поведение потребителей в явном виде в модели не рассматривается. Вместо этого в модели введена экзогенная норма сбережений {\displaystyle s}.
В модели вводится понятие «гарантированного темпа роста» — темпа роста экономики при полной загрузке производственных мощностей. От «естественного темпа роста» оно отличается тем, что естественный темп роста предполагает полную занятость, а гарантированный — нет. Только в случае равенства всех трёх темпов роста (гарантированного, естественного и фактического) в экономике сохраняется равновесие спроса и предложения. Поскольку любое отклонение инвестиций от равновесного значения выводит систему из равновесия, динамическое равновесия в модели неустойчиво, а механизмов возврата в равновесное состояние не существует, модель Харрода — Домара называют моделью «на острие ножа».
Теория «большого толчка» импонировала элитам стран «третьего мира», поскольку при осуществлении такой индустриализации неизбежно возникала бюрократическая прослойка, имеющая контроль над очень значительными средствами. Попытки практической реализации этой концепции в развивающихся странах Азии и Африки натолкнулись на слабые возможности фискальной политики по пополнению бюджета ввиду крайне невысоких доходов населения. Потому эти страны начали прибегать к внешним заимствованиям. Это привело к резкому росту их внешнего долга: с 1976 по 1996 год он увеличился в 4 раза, но существенного увеличения ВВП на душу населения в этих странах так и не произошло.
Одним из объяснений этого факта служит то, что как модель «большого толчка», так и модель Харрода — Домара не предусматривают возможности вытеснения частных инвестиций государственными. Они предполагают, что при получении дополнительного капитала страна в следующем периоде должна увеличивать объём внутренних инвестиций, причём увеличение происходит с эффектом мультипликатора: 1 единица помощи в текущем периоде должна должна приводить к увеличению внутренних инвестиций более чем на 1 единицу в следующем периоде. При анализе последствий международной помощи развивающимся странам выяснилось, что из 88 стран этот вывод верен лишь для 6, а в 53 случаях зависимость между размером помощи и внутренними инвестициями вообще оказалась отрицательной, иными словами, в этих странах международная помощь вытесняет внутренние инвестиции.
Хотя в своё время работы Харрода и Домара послужили хорошей базой для дальнейших исследований, они оказывают лишь незначительное влияние на исследования XXI века.

## Марксистская теория роста
Марксистская теория исходит из того, что общество состоит из различных классов, борющихся за контроль над средствами производства, который, по мнению марксистов, является источником не только экономической, но и политической власти. Соответственно, и экономический рост также зависит от увеличения количества и качества средств производства. Как и кейнсианцы, марксисты предполагают, что единственным ограничителем роста является капитал, а трудовые ресурсы избыточны. Это нашло отражение, например, в модели Фельдмана — Махаланобиса. Её предпосылки идентичны предпосылкам модели Харрода — Домара с тем исключением, что экономика разделена на 2 сектора: производство потребительских и инвестиционных товаров. Повышение темпов роста в ней достигается за счёт перераспределения капитала из сектора потребительских товаров в сектор инвестиционных товаров, что по сути эквивалентно повышению нормы сбережения в модели Харрода — Домара. Таким образом, в вопросах источников экономического роста, взгляды кейнсианцев и марксистов очень близки. Работы Фельдмана были написаны раньше работ Харрода и Домара, однако для западной научной общественности их открыл Евсей Домар только лишь в 1957 году.

## Неоклассическая теория
С конца 1950-х годов проблемами экономического роста стали заниматься экономисты неоклассического направления: Дж. Хикс, Дж. Э. Мид, Р. Солоу и другие. Помимо обозначенных выше недостатков, с точки зрения неоклассической экономической теории недостатки модели Харрода — Домара были и в том, что она оперировала исключительно данными макроуровня (совокупный спрос, совокупное предложение и т. д.), игнорируя микроуровень отдельного потребителя или отдельной фирмы, и концентрировалась на возможных негативных последствиях экономического роста, в частности, на безработице. Также слабыми местами модели были отсутствие взаимозаменяемости ресурсов, поскольку в ней использовалась производственная функция Леонтьева, и нестабильность динамического равновесия. Неоклассическая теория нуждалась в собственной модели, опирающейся на неоклассические предпосылки на микроуровне и демонстрирующей механизм экономического роста, и первым шагом в этом направлении стала модель Солоу.
Представляющие собой противоположные подходы к трактовке источников экономического роста кейнсианской и новой классической школ, работы Харрода и Солоу в 1970-х годы цитировались с почти одинаковой частотой, но уже в начале 2000-х годов работа Солоу цитировалась в 10 раз чаще работы Харрода.

### Модель Солоу
Модель, объединяющая неоклассическую форму производственной функции с постоянным эффектом от масштаба, убывающей отдачи факторов и положительной эластичностью замены факторов и постоянной нормой сбережения, была сформулирована в 1956 году одновременно и независимо друг от друга будущим лауреатом Нобелевской премии по экономике Робертом Солоу и Тревором Своном. Она приобрела современный вид в 1957 году, когда была дополнена предпосылкой об учёте технологического роста в производственной функции.
В модели для производственной функции были приняты неоклассические предпосылки: нейтральность технологического прогресса по Харроду, постоянная отдача от масштаба, убывающая предельная производительность факторов, соответствие условиям Инады и необходимость каждого фактора для производства. Наиболее часто в качестве конкретного примера производственной функции, удовлетворяющей предпосылкам модели, используется производственная функция Кобба — Дугласа:
{\displaystyle Y(K,LE)=K^{\alpha }(LE)^{1-\alpha },\ 0<\alpha <1},
где {\displaystyle L} — труд, {\displaystyle K} — капитал, {\displaystyle E} — параметр технологического прогресса, {\displaystyle \alpha } — эластичность выпуска по капиталу, {\displaystyle (1-\alpha )} — эластичность выпуска по труду.
Поведение потребителей, как и в модели Харрода — Домара, в явном виде в модели не рассматривается. Функция полезности потребителей отсутствует. Вместо этого в модели введена экзогенно задаваемая норма сбережений {\displaystyle s}.
Для поиска решения модели используются удельные показатели на 1 единицу эффективного труда. В отличие от модели Харрода — Домара, стационарное состояние в модели устойчиво, и описывается следующим условием:
{\displaystyle sf(k^{*})=(n+g+\delta )k^{*}},
где {\displaystyle k={\frac {K}{LE}}} — запас капитала на единицу эффективного труда (капиталовооружённость), {\displaystyle y={\frac {Y}{LE}}=Y{\biggl (}{\frac {K}{LE}},1{\biggr )}=f(k)} — выпуск на единицу эффективного труда, {\displaystyle k^{*}} — капиталовооружённость, соответствующая стационарному состоянию, {\displaystyle n} — темп роста трудовых ресурсов (населения), {\displaystyle g} — темп технологического прогресса, {\displaystyle \delta } — норма выбытия капитала.
Модель также позволяет найти такое значение нормы сбережений {\displaystyle s}, при котором потребление на единицу эффективного труда {\displaystyle c={\frac {C}{LE}}} максимально. Такая норма сбережений {\displaystyle s^{*}} называется «Золотым правилом» и равна эластичности выпуска по капиталу (то есть, {\displaystyle s^{*}=\alpha } в случае функции Кобба — Дугласа).
Модель Солоу дала необходимую математическую базу (построение фазовой плоскости) для анализа темпов изменения капитала и экономического эффекта экономического прогресса, на которой в дальнейшем исследователи создали множество более сложных моделей, потому её считают отправной точкой для всех современных исследований экономического роста. Модель оказала влияние на всю макроэкономическую теорию.
Вместе с тем, модель Солоу не могла дать объяснение многим проблемам, связанным с экономическим ростом. С теоретической точки зрения, она не показывает, каким образом решения домохозяйств влияют на норму сбережения и, вместе с решениями фирм, на темпы экономического роста. Параметры нормы сбережений и темпов научно-технического прогресса в модели просто задаются экзогенно, решения экономических агентов на них никак не влияют, что не устраивало исследователей. Более того, даже сильная сторона модели — процесс накопления капитала — по сути представляет собой «чёрный ящик», механизм влияния на который экономических агентов в модели не раскрыт.
После появления модели исследователи пытались с её помощью сравнивать ставки процента в разных странах, и это сравнение сразу показало несоответствие модели реальным данным: по модели получалось, что ставка процента в Японии в начале 1950-х годов должна была быть равна примерно 400 %, очень далеко от реальных значений. Столь сильное отклонение реальных значений ставки процента от теоретических стало причиной развития более сложных моделей, предположения которых относительно процентной ставки были бы более реалистичными. Одни исследователи пошли путём расширения понятия «капитал» за счёт включения в него человеческого капитала. При таком подходе значение {\displaystyle \alpha } повышалось с примерно ⅓ до примерно ⅔ (если считать сумму человеческого и физического), и в результате разница в процентной ставке у развитой и догоняющей страны становится намного меньше, чем предсказанная по модели Солоу. Результатом такого подхода стала модель Менкью — Ромера — Вейла. Другие исследователи стали разрабатывать модели, в которых сначала норма сбережений, а потом и темпы экономического роста не задавались бы экзогенно, а являлись бы следствием решений экономических агентов. Первым шагом в этом направлении стала модель Рамсея — Касса — Купманса, затем дополненная АК-моделями.

### Модель Рамсея — Касса — Купманса
Для объяснения нормы сбережений {\displaystyle s} как следствия решений экономических агентов исследователи обратились к работе Фрэнка Рамсея 1928 года, в которой была выведена межвременная функция полезности потребителя и найдено условие оптимального выбора потребителя. В 1963 году лауреат Нобелевской премии по экономике Тьяллинг Купманс разработал модель, интегрирующую модель Солоу и межвременной выбор потребителя Фрэнка Рамсея, а затем Дэвид Касс дополнил её условием трансверсальности, в 1965 году Кумпанс представил окончательную версию модели, названной моделью Рамсея — Касса — Купманса (также известную как модель Рамсея, неоклассическая модель экономического роста).
Эта модель сохранила все предпосылки модели Солоу относительно производственной функции. Вместо же экзогенной нормы сбережения в модель введена межвременная функция полезности потребителя. Предполагается, что между разными поколениями существуют альтруистические связи, и потому его потребительские решения аналогичны решениям бесконечно живущего индивида (или домохозяйства). Эта функция имеет вид:
{\displaystyle U=\int _{0}^{\infty }u(c_{t})e^{-(\rho -n)t}dt},
где {\displaystyle c_{t}={\frac {C_{t}}{L_{t}}}} — потребление на душу населения в момент времени {\displaystyle t}; {\displaystyle \rho } — коэффициент межвременного предпочтения потребителя,{\displaystyle \rho >0,\rho =const}.
Бюджетное ограничение индивида в модели имеет вид:
{\displaystyle {\dot {a}}=w_{t}+r_{t}a_{t}-c-na_{t}},
где {\displaystyle {\dot {a}}} — производная активов по времени, {\displaystyle w_{t}} — заработная плата, {\displaystyle a_{t}} — активы индивида (могут быть как положительными, так и отрицательными (долг)), {\displaystyle n} — темп роста трудовых ресурсов (населения), {\displaystyle r_{t}} — процентная ставка, которая по доходам с активов и по долгу в модели принята одинаковой.
Условие трансверсальности, введённое в модель Дэвидом Кассом, интерпретируется как условие отсутствия схемы Понци (финансовой пирамиды): нельзя бесконечно выплачивать старые долги за счёт новых:
{\displaystyle \lim _{t\to \infty }a_{t}e^{-\int \limits _{0}^{t}(r(\nu )-n)d\nu }\geq 0}.
Задача потребителя заключается в максимизации полезности {\displaystyle U} при бюджетном ограничении и при ограничении на отсутствие схемы Понци. Поскольку бюджетное ограничение представлено как производная по времени, то задача потребителя представлена в виде задачи динамической оптимизации. Её решение можно найти путём построения функция Гамильтона и нахождения её максимума с помощью принципа максимума Понтрягина. Это решение имеет вид:
{\displaystyle {\frac {\dot {c}}{c}}={\frac {1}{\theta }}(r_{t}-\rho )},
где {\displaystyle {\dot {c}}} — производная потребления на душу населения по времени, {\displaystyle {\theta }=-{\frac {u''(c)}{u'(c)}}c} — эластичность предельной полезности по потреблению, взятая с противоположным знаком.
Оно называется правилом Кейнса — Рамсея, впервые было получено Фрэнком Рамсеем, а содержательную интерпретацию ему дал Джон Кейнс.
Наиболее важный вклад модели Рамсея — Касса — Купманса состоит в том, что она раскрыла механизм формирования нормы сбережений через решения потребителей, что стало большим шагом вперёд по сравнению с моделью Солоу, и во многом по этой причине она стала отправной точкой для последующих исследований, которые использовали её концептуальный и математический аппарат, в частности, правило Кейснса — Рамсея, для построения своих моделей. Неоклассическая модель экономического роста, как и модель Солоу, рассматривается во всех современных учебниках макроэкономики и теории экономического роста. Однако модель Рамсея — Касса — Купманса по-прежнему не объясняла механизма научно-технического прогресса, в ней он является экзогенной величиной.
Ещё одним недостатком модели некоторые исследователи считали бесконечно живущего индивида (или домохозяйство) в качестве вечного потребителя. По мере взросления характер потребительского поведения меняется. Если в молодом возрасте индивид работает и делает сбережения, то в старости он эти сбережения тратит. Этот факт был отражён в модели пересекающихся поколений, которая рассматривает другой крайний случай и полностью отрицает альтруистические связи между поколениями.

### Модель пересекающихся поколений
На то, что поведение потребителя меняется с течением времени, обратил внимание будущий лауреат Нобелевской премии по экономике Пол Самуэльсон. В 1958 году он представил простую модель экономики на основе идей Ойгена фон Бём-Баверка о причинах существования процентного дохода на капитал, где были выделены три периода жизни индивидуума и соответствующее им потребление (в первых двух он работает, в третьем — выходит на пенсию). В 1965 году Питер Даймонд, также будущий лауреат Нобелевской премии по экономике, развил идеи Самуэльсона с учётом выводов модели Солоу и модели Рамсея — Касса — Купманса и представил модель пересекающихся поколений.
Основное отличие от модели Рамсея — Касса — Купманса заключается в том, что жизнь потребителя конечна, и живёт он 2 периода (молодость и старость). Молодой индивид предлагает одну единицу труда (предложение труда неэластично) и получает натуральную заработную плату (неким количеством единственного товара, деньги отсутствуют). Каждый индивид выбирает и разделяет полученное между потреблением в молодости или сбережением и потреблением в старости, максимизируя межвременную полезность своих трат {\displaystyle U}, которая описывается следующей функцией:
{\displaystyle U_{t}={\frac {c_{1t}^{1-\theta }-1}{1-\theta }}+{\frac {1}{1+\rho }}\times {\frac {c_{2t+1}^{1-\theta }-1}{1-\theta }}}.
где {\displaystyle c_{1t}} — потребление в молодости, {\displaystyle c_{2t+1}} — потребление в старости.
Межвременное бюджетное ограничение потребителя имеет вид:
{\displaystyle c_{1t}+{\frac {c_{2t+1}}{1+r_{t+1}}}=w_{t}E_{t}}.
Для решения задачи максимизации межвременной полезности {\displaystyle U} составляется функция Лагранжа и находится её максимум.
В модели пересекающихся поколений, в отличие от модели Рамсея — Касса — Купманса, становится возможным динамически неэффективное равновесие с избыточным накоплением капитала, что делает её более реалистичной. Однако избыточное накопление капитала не является типичной проблемой развивающихся стран, напротив, характеризующихся недостаточным накоплением капитала, потому с точки зрения объяснения проблем развивающихся стран модель пересекающихся поколений осталась на том же уровне, что и модель Рамсея — Касса — Купманса.

### Модель Мэнкью — Ромера — Вейла
Альтернативным путём решения проблемы нереалистичной оценки моделью Солоу процентных ставок в развивающихся странах стало расширение понятия «капитал» за счёт включения в него человеческого капитала. Результатом такого подхода стала разработанная в 1990 году Грегори Мэнкью, Дэвидом Ромером и Дэвидом Вейлом модель Мэнкью — Ромера — Вейла (также известная как модель Солоу с человеческим капиталом). В ней использовалась производственная функция Кобба — Дугласа вида:
{\displaystyle Y(K,H,LE)=K^{\alpha }H^{\beta }(LE)^{1-\alpha -\beta },y=k^{\alpha }h^{\beta },0<\alpha ,0<\beta ,\alpha +\beta <1},
где {\displaystyle H} — объём человеческого капитала, {\displaystyle h={\frac {H}{LE}}} — объём человеческого капитала на единицу эффективного труда, {\displaystyle \beta } — эластичность выпуска по человеческому капиталу на единицу эффективного труда.
Остальные предпосылки остались теми же, что и в модели Солоу. В итоге модель Мэнкью — Ромера — Вейла лучше, чем модель Солоу, описывает межстрановые различия в ВВП на душу населения и темпах его роста благодаря тому, что в развитых странах существенно выше уровень человеческого капитала на душу населения. Но при этом она не даёт объяснений причинам этих различий: по модели получается, что бедные страны бедны потому, что им недостаёт физического или человеческого капитала, или потому, что в них используются неэффективные технологии. Однако почему так происходит — модель не даёт ответа. В определённом смысле она схожа с утверждением о том что бедный человек беден, потому что у него мало денег.

### Конвергенция в неоклассических моделях
Все приведённые выше неоклассические модели предполагают наличие условной конвергенции, что означает, что бедные страны должны расти быстрее богатых при условии схожести структурных параметров, и при этом скорость конвергенции в них достаточно высока. Но в реальности этого не происходит, как показали, например, исследования Р. Холла и Ч. Джонса, Дж. Де Лонга, П. Ромера. Есть лишь единичные примеры (японское экономическое чудо, корейское экономическое чудо), когда бедные страны смогли догнать богатые по уровню ВВП на душу населения, в большинстве своём сближения уровня развития не происходит.

## Модели эндогенного роста на основе широкой трактовки капитала
Неоклассические модели способны объяснить основные макроэкономические закономерности (в частности, стилизованные факты Калдора), однако во всех этих моделях темпы технологического прогресса не объясняются, а задаются экзогенно. Многие исследователи пытались построить неоклассическую модель, в которой экономический рост был бы эндогенным, то есть являлся бы следствием решения экономических агентов, а не задавался бы извне. Однако при постоянной отдаче от масштаба, являющейся одной из базовых неоклассических предпосылок о производственной функции, и совершенной конкуренции среди фирм, доход тратится на оплату труда и капитала, а средств на оплату научно-исследовательских работ (НИОКР) не остаётся. Первым выход из этого тупика предложил будущий лауреат Нобелевской премии по экономике Пол Ромер, разработав в 1986 году модель обучения в процессе деятельности.

### Модель обучения в процессе деятельности
Ромер использовал идеи другого лауреата Нобелевской премии по экономике, Кеннета Эрроу о том, что процесс накопления знаний сопутствует накоплению капитала. Эрроу рассматривал этот процесс в рамках отдельной отрасли, Ромер же распространил его на экономику в целом. Также он ввёл предпосылку об эффекте перелива знаний (англ. knowledge spillover). Хотя такой подход и является условным, он отражает важный факт, что знания являются неконкурентным товаром: как только некоторая технология становится широко известной, ей начинают пользоваться множество фирм, и использование её одними фирмами не препятствует использованию другими.
Предпосылки поведения потребителя в модели обучения в процессе деятельности аналогичны модели Рамсея — Касса — Купманса. В производственной функции же технологический параметр {\displaystyle E_{t}} зависит от объёма капитала. Предполагается, что научно-технический прогресс зависит от знаний, приобретённых работниками на практике (отсюда и название модели — обучения в процессе деятельности). А эти знания зависят сложности используемого оборудования, или в терминах модели — от общего объёма задействованного в экономике капитала. Размер фирм относительно общего размера экономики мал, потому каждая фирма считает значение {\displaystyle E_{t}} экзогенно заданным ({\displaystyle {\frac {\partial E_{t}}{\partial K_{it}}}={\frac {\partial K_{t}}{\partial K_{it}}}=0}), на которое её решения не влияют:
{\displaystyle E_{t}=BK_{t}},
где {\displaystyle B} — технологический параметр, {\displaystyle B=const}, {\displaystyle K_{t}} — совокупный запас капитала в экономике, {\displaystyle K_{it}} — запас капитала отдельной репрезентативной фирмы.
Модель обучения в процессе деятельности демонстрирует возможность устойчивого экономического роста без экзогенно задаваемых темпов научно-технического прогресса. Рост в модели основан на внешних эффектах от совокупного запаса капитала в экономике, за счёт которых предельная производительность капитала {\displaystyle {\frac {\partial Y}{\partial K}}} не падает при увеличении запаса капитала {\displaystyle K}. Технологический прогресс в модели интерпретируется как следствие обучения в процессе деятельности работников, а накопление знаний сопутствует накоплению капитала.
Эмпирические исследования выявили лишь незначительные, многократно меньше предсказанных по модели, внешние эффекты от запаса капитала, а то и вовсе полное отсутствие таковых. Модель отражает тот факт, что знания являются неконкурентным товаром, но при это она игнорирует то, что они не являются неисключаемым благом. Вопросы, связанные с патентами на новые разработки и их стоимостью, Пол Ромер рассматривал позднее в модели растущего разнообразия товаров.

### Модель Удзавы — Лукаса
Будущий лауреат Нобелевской премии по экономике Роберт Лукас (и научный руководитель Пола Ромера) предложил иное толкование внешних эффектов: по его мнению, внешние эффекты происходили от человеческого капитала. За основу он взял модель Хирофуми Удзавы, разработанную в 1965 году. В модели Удзавы рассматривалась экономика, в которой темпы научно-технического прогресса зависят от доли трудовых ресурсов, занятых в образовательном секторе. Однако в модели Удзавы отдача от физического и человеческого капитала была постоянной, а внешние эффекты отсутствовали. Лукас в 1988 году добавил в модель Удзавы внешний эффект от среднего уровня образования в экономике, тем самым существенно усложнив её: теперь отдача от капитала стала переменной во времени, индивидуальная и общественная отдача от образования стали различными. Итоговую модель назвали моделью Удзавы — Лукаса (также встречается название модель Лукаса).
Предпосылки поведения потребителя в модели Удзавы — Лукаса аналогичны модели Рамсея — Касса — Купманса. Производственная функция выглядит следующим образом:
{\displaystyle Y_{t}=AK_{t}^{\alpha }(uH_{t})^{1-\alpha }{\bar {h_{t}}}^{\beta }},
где {\displaystyle A} — технологический параметр, {\displaystyle A=const}, {\displaystyle u} — доля населения, занятого в производстве, {\displaystyle 0<u<1}, {\displaystyle {\bar {h_{t}}}^{\beta }} — внешний эффект от среднего уровня образования в экономике, {\displaystyle 0<\beta <1}, {\displaystyle H_{t}=h_{t}L_{t}}, где {\displaystyle h_{t}} — уровень квалификации работников.
Сектор образования в модели описывается следующим уравнением:
{\displaystyle {\dot {h}}=\gamma (1-u)h_{t}},
где {\displaystyle {\dot {h}}} — производная уровня квалификации по времени, {\displaystyle (1-u)} — доля населения, занятого повышением квалификации, {\displaystyle \gamma } — коэффициент производительности сектора образования, {\displaystyle \gamma >0}, {\displaystyle \gamma =const}.
Модель Удзавы — Лукаса также демонстрирует возможность устойчивого экономического роста без экзогенно задаваемых темпов научно-технического прогресса. Он основывается на накоплении человеческого капитала {\displaystyle H_{t}} в форме повышения уровня образования, который усиливается на внешними эффектами от распространения знаний в экономике. Модель показала важность изучения человеческого капитала и внешних эффектов от него. Вместе с тем, эмпирические исследования показали очень слабое влияние внешних эффектов от человеческого капитала на совокупный выпуск (исследования Дж. Рауча, Д. Аджемоглу и Дж. Ангриста, Э. Дюфло, Э. Моретти, А. Чикконе и Дж. Пери).

### AK-модель
Модель обучения в процессе деятельности вернула интерес экономистов к теории экономического роста. Чтобы объяснить темпы экономического роста, многие исследователи стали использовать более широкую трактовку понятия «капитал», включая в него человеческий капитал. Эта концепция была впервые предложена Фрэнком Найтом в 1944 году. На основании такой широкой трактовки капитала традиционно используемую в макроэкономических моделях функцию Кобба — Дугласа сменила производственная функция вида {\displaystyle Y=AK}, которая впервые была предложена в 1937 году Джоном фон Нейманом (на английский язык работа была переведена в 1945 году). Модель, объединяющую человеческий и физический капитал в производственную функцию вида {\displaystyle Y=AK}, с помощью которой объясняются темпы экономического роста, была предложенная Серджио Ребело в 1990 году.
Предпосылки поведения потребителя в ней аналогичны модели Рамсея — Касса — Купманса. А производство разделено на два сектора: потребительские и инвестиционные товары с разными производственными функциями:
{\displaystyle K_{Ct}+K_{It}=K_{t}},
где {\displaystyle K_{t}} — совокупный запас капитала в момент времени {\displaystyle t}, {\displaystyle K_{Ct}} — капитал, используемый в производстве потребительских товаров в момент времени {\displaystyle t}, {\displaystyle K_{It}} — капитал, используемый в производстве инвестиционных товаров в момент времени {\displaystyle t},
{\displaystyle C_{t}=BK_{Ct}^{\alpha }L_{t}^{1-\alpha }},
где {\displaystyle C_{t}} — совокупное потребление в момент времени {\displaystyle t}, {\displaystyle B} — технологический параметр, {\displaystyle B=const},
{\displaystyle I_{t}=AK_{It}},
где {\displaystyle A} — технологический параметр, {\displaystyle A=const}.
AK-модель показывает возможность эндогенного роста в экономике благодаря тому, что понятие «капитал» в модели трактуется как совокупность физического и человеческого капитала, что позволяет обосновать неубывающую предельную производительность капитала в секторе инвестиционных товаров, обеспечивающую постоянные темпы экономического роста. В модели показано негативное влияние повышения налогов на темпы экономического роста. Даже небольшие изменения в фискальной политике могут привести к снижению не только текущего уровня потребления, но и темпов экономического роста, которые при определённых значениях параметров, они даже могут стать отрицательными. Однако столь сильная чувствительность к изменениям налоговой ставки рядом экономистов считается недостатком модели: в развитых странах существенно различается налоговая нагрузка, но это не приводит к сопоставимым различиям в темпах роста ВВП.

### Конвергенция в моделях эндогенного роста на основе широкой трактовки капитала
Все приведённые выше модели не предполагают ни абсолютной, ни условной конвергенции, так как темпы роста не падают с ростом объёма выпуска, а значит, бедные страны не смогут догнать богатые. Это более реалистичный вывод, чем у неоклассических моделей предполагавших, что при одинаковых структурных параметрах, бедные страны должны догонять богатые. В большинстве случаев бедные страны действительно не могут догнать богатые. Более того, в этих моделях различия, существующие между странами, со временем только нарастают, а значит, бедные страны не только не могут догнать богатые, но и всё больше отстают от них. Такой вывод представляется чрезмерно пессимистичным по отношению к развивающимся странам и эмпирически не подтверждается.

## Модели эндогенного роста на основе монополистической конкуренции
Хотя эндогенные модели на основе широкой трактовки капитала и предложили несколько вариантов объяснения темпов технологического прогресса, ни один из не нашёл эмпирического подтверждения. В них в понятие «капитал» включается много различных типов деятельности: физический капитал, человеческий капитал, обучение, создание новых продуктов. Из-за того, что столь различные понятия объединены в одну переменную, модели носят достаточно ограниченный характер. Кроме того, в этих моделях отсутствует технологический прогресс в явном виде и не раскрывается целенаправленная деятельность экономических агентов по инвестированию в новые технологии с целью извлечения прибыли, а инвестиционные решения принимаются опосредованно, через оптимальный уровень физического капитала. Альтернативный путь развития — импорт и внедрение новых технологий из более развитых стран — также не отражён в моделях. Понимая эти недостатки, в 1989 году Пол Ромер предложил изменить подход: сохранить предпосылку о постоянной отдаче от масштаба, но при этом ослабить предпосылку о совершенной конкуренции, и таким образом появились модели эндогенного роста на основе монополистической конкуренции.

### Модель растущего разнообразия товаров
Производство в модели растущего разнообразия товаров разделено на три сектора: промежуточная продукция, конечная продукция и НИОКР. Предполагается, что сектор конечной продукции функционирует в условиях совершенной конкуренции, а промежуточной — в условиях монополистической конкуренции. Сектор НИОКР продаёт свои патенты на изобретённые продукты сектору промежуточных товаров. Экономический рост в модели происходит за счёт увеличения числа промежуточных товаров. Предпосылки поведения потребителя в модели растущего разнообразия товаров аналогичны модели Рамсея — Касса — Купманса.
Производственная функция в модели представляет собой функцию Диксита — Стиглица:
{\displaystyle Y_{t}=AL_{Y}^{1-\alpha }\int \limits _{0}^{N_{t}}x_{j}^{\alpha }dj},
где {\displaystyle Y_{t}} — выпуск конечного продукта, {\displaystyle A} — уровень технологической производительности в экономике, {\displaystyle A=const}, {\displaystyle \alpha } — эластичность выпуска по промежуточному товару, {\displaystyle 0<\alpha <1}, {\displaystyle \alpha =const}, {\displaystyle x_{j}} — количество используемого {\displaystyle j}-го промежуточного продукта, {\displaystyle N_{t}} — количество промежуточных продуктов в экономике в момент времени {\displaystyle t}, {\displaystyle L_{Y}} — трудовые ресурсы, занятые в производстве.
Физический капитал {\displaystyle K} в модели равен сумме промежуточных продуктов, каждый из которых полностью используется в производственном цикле:
{\displaystyle K_{t}=\int \limits _{0}^{N_{t}}x_{j}dj}.
Патент в модели даёт монопольное право на производство одного вида промежуточного продукта. Цена патента {\displaystyle q} равна стоимости будущей дисконтированной прибыли фирмы-монополиста и имеет следующий вид:
{\displaystyle q={\pi }_{x}\int \limits _{t}^{\infty }e^{-\int \limits _{t}^{s}r_{\nu }d{\nu }}ds},
где {\displaystyle r} — процентная ставка, {\displaystyle \pi _{x}} — прибыль производителя промежуточного продукта.
В отличие от моделей эндогенного роста на основе широкой трактовки капитала, модель растущего разнообразия товаров отражает издержки и выгоды от производства новых типов товаров в явном виде, и экономический рост в модели является прямым следствием решений индивидов, а не опосредованным (через общий уровень капитала), что является несомненным её преимуществом. Модель не предполагает ни абсолютной, ни условной конвергенции, так как темпы роста не падают с ростом объёма выпуска.
Модель Ромера является одним из источников теории экономической сложности, в частности, моделей приспособленности стран и сложности продуктов, разрабатываемых Лучано Пьетронеро и его коллегами. В рамках этой теории степень развитости страны определяется сложностью её экономики, которая напрямую зависит от количества производимых товаров.
Вместе с тем существенным недостатком модели является отсутствие перетока технологий между странами. Однако этот недостаток был преодолён в модели распространения технологий, разработанной Робертом Барро и Хавьером Сала-и-Мартином в 1995 году.

### Модель распространения технологий
В модели распространения существует рассматриваются три сектора: промежуточных товаров, конечных товаров и НИОКР. Страны в модели поделены на два типа: страна-лидер (англ. Leader) и страна-последователь (англ. Follower). Страна-лидер разрабатывает новые технологии, а страна-последователь имитирует технологии, заимствованные у лидера. Мобильность капитала между странами также отсутствует. Параметры общего экономического равновесия и темпы экономического роста в стране-лидере в рассматриваемой модели полностью аналогичны модели растущего разнообразия товаров. Различие состоит в научно-исследовательском секторе страны-последователя. Страна-последователь может не только разрабатывать новые технологии, но и имитировать те, что уже разработаны в стране-лидере. Издержки имитации ({\displaystyle \nu }) ниже, чем издержки разработки новой технологии ({\displaystyle \eta }). Они описываются такой функцией, что чем больше разница между странами в количестве технологий, тем дешевле их имитации для страны-последователя:
{\displaystyle \nu =\nu {\biggr (}{\frac {N_{2}}{N_{1}}}{\biggl )},\nu <=\eta }, {\displaystyle {\frac {\partial \nu }{\partial {\frac {N_{2}}{N_{1}}}}}>0;{\frac {\partial ^{2}\nu }{\partial {\bigr (}{\frac {N_{2}}{N_{1}}}{\bigl )}^{2}}}<0}.
По модели получается, что процентная ставка и темпы роста выпуска в стране-последователе выше, чем в стране-лидере. Поскольку темп роста издержек имитации со временем замедляется, а значит, со временем темпы роста и процентная ставка в стране-последователе снижаются до уровня страны-лидера.
Таким образом, модель распространения технологий предполагает наличие условной конвергенции в том случае, если структурные параметры их производственных функций одинаковы и если у страны-последователя существует возможность имитации технологии страны-лидера. Формулировка условий конвергенции существенно более жёсткая, чем в неоклассических моделях: требуется возможность имитации технологий, кроме того, в рамках этой модели схожесть структурных параметров означает не только схожие доли дохода труда и капитала в национальном доходе, но и также достаточно большой размер экономики страны либо возможность экспорта товаров в достаточно большую развитую страну без значительных издержек.
Реалистичен и вывод модели относительно процентных ставок в стране-лидере и стране-последователе. Эмпирические данные свидетельствуют, что в развивающихся странах более высокая, но постепенно снижающаяся в долгосрочном периоде процентная ставка, чем в развитых странах, в то время как в развитых странах процентная ставка стабильна.

### Модель Агьона — Ховитта (Новая институциональная теория)
Однако не все исследователи согласились с взглядом Пола Ромера на механизм экономического роста, который в его модели происходит за счёт увеличения числа промежуточных товаров. Филипп Агьон и Питер Ховитт предложили иной подход. Они сконцентрировали внимание на факте регулярной постепенной замены старых типов товаров новыми. При разработке новых технологий происходит уничтожение старых, что Йозеф Шумпетер назвал созидательным разрушением. Вместо свечей сейчас используются лампочки, вместо конных экипажей — машины, вместо печатных машинок — компьютеры, и т. д. Потому жизненный цикл нововведений должен быть ограниченным, а монопольная власть, получаемая после разработки нового продукта — временной (у Ромера она не ограничена по времени). Исходя из этого, они построили свою модель.
Её наиболее существенное отличие заключается в том, что число промежуточных продуктов постоянно (в оригинальной работе для простоты считается, что производится один промежуточный продукт), но улучшается их качество, потому технологический параметр производственной функции не постоянен: {\displaystyle A_{t}=A_{0}{\gamma }^{t}}, где {\displaystyle A_{0}} — изначальный технологический уровень, {\displaystyle t} — поколение промежуточного продукта, {\displaystyle \gamma } — коэффициент, {\displaystyle \gamma >1}, {\displaystyle \gamma =const}.
Стоимость патента также отличается, поскольку монопольная власть временна, и определяется из уравнения:
{\displaystyle \left(1+{\frac {r}{\lambda n_{t+1}}}\right)V_{t+1}={\frac {\pi _{t+1}}{\lambda n_{t+1}}}},
где {\displaystyle \pi _{t+1}} — монопольная прибыль от обладания {\displaystyle t+1}-й технологией, {\displaystyle r} — процентная ставка, {\displaystyle V_{t+1}} — ожидаемая дисконтированная стоимость (приведённая к текущему периоду) {\displaystyle t+1}-й инновации, {\displaystyle \lambda } — производительность исследовательской технологии, {\displaystyle \lambda >0}, {\displaystyle \lambda =const}, {\displaystyle n} — трудовые ресурсы, занятые в научно-исследовательском секторе.
Равновесие в модели достигается при условии равенства заработной платы в производственном и научно-исследовательском секторах. Экономический рост в модели имеет стохастическую природу, поскольку инновации {\displaystyle t} возникают с некоторой вероятностью. При возникновении инновации логарифм выпуска скачкообразно растёт на величину {\displaystyle \ln \gamma }.
В модели Агьона — Ховитта не наблюдается ни абсолютной, ни относительной конвергенции, так как темпы роста не падают с ростом объёма выпуска, а значит, бедные страны не могут догнать богатые, однако если применить подход, аналогичный модели распространения технологий, то и результат будет аналогичным, и появится возможность условной конвергенции.
Модель Агьона — Ховитта, в отличие от модели растущего разнообразия товаров, объясняет эффект вытеснения Эрроу, заключающийся в том, что новые фирмы имеют больше стимулов, чем уже занявшие определённую долю рынка, для разработки новых товаров, которые вытесняют товары, производимые существующими фирмами. Важной особенностью модели является зависимость стоимости разработки инновации от темпов экономического роста, так как последний зависит от скорости замещения старых товаров новыми. Благодаря связи с институциональными факторами роста, модель Агьона — Ховитта стала основной моделью новых институционалистов в вопросах экономического роста Новые институционалисты полагают, что экономический рост определяется в первую очередь институтами: если они позволяют человеку получать доход от собственных идей и изобретений, то страна имеет возможность выйти на траекторию устойчивого роста, если же бо́льшая часть доходов забирается элитой, заинтересованной в сохранении текущих монополий, то любой рост будет неустойчивым и не сможет привести к сопоставимому с развитыми странами уровню ВВП на душу населения.
Важный вывод модели состоит в том, что экономический рост может сопровождаться конфликтом интересов различных экономических агентов. Поскольку разработка новых товаров приводит к потере монопольной ренты уже существующими на рынке фирмами, последние будут иметь стимул препятствовать технологическому прогрессу. Если владельцы существующих фирм имеют значительный политический вес и возможность повлиять на экономическую политику, то защита их интересов приведёт к замедлению экономического роста (в терминах модели это означает многократное уменьшение {\displaystyle \lambda }, поскольку внедрение новых технологий становится более затратным). В дальнейшем эти идеи развили Дарон Аджемоглу и Джеймс Робинсон в книге «Почему одни страны богатые, а другие бедные». В ней в качестве примеров искажающей экономической политики, защищающей интересы существующих производителей и тем самым препятствующей прогрессу, приводятся ограничение императорами Австро-Венгрии строительства фабрик и железных дорог, аналогичные меры в Российской империи, а также реформы Канкрина.

## Единая теория роста
Единая теория роста была разработана Одедом Галором и его соавторами для преодоления недостатков теории эндогенного роста. Она призвана объяснить ключевые эмпирические закономерности в процессах роста отдельных экономик и мировой экономики в целом. В отличие от теории эндогенного роста, которая полностью сосредоточена на режиме современного роста и поэтому не может объяснить корни неравенства между народами, единая теория роста собирает воедино фундаментальные фазы всего исторического процесса экономического роста:
- мальтузианская эпоха, которая преобладала на протяжении большей части человеческой истории;
- выход из мальтузианской ловушки;
- появление человеческого капитала в качестве центрального элемента в процессе роста;
- начало снижения рождаемости;
- истоки современной эры устойчивого экономического роста;
- корни расхождений в доходах на душу населения в разных странах за последние два столетия.

Единая теория роста предполагает, что в течение большей части человеческой истории темпы технического прогресса не успевали за темпами роста населения, а человеческие общества оставались на грани выживания. Однако усиливающееся взаимодействие между темпами технического прогресса и численностью и составом населения постепенно увеличивало темпы технического прогресса, повышая важность образования для способности людей адаптироваться к изменяющейся технологической среде. Увеличение объёма ресурсов, выделяемых на образование, спровоцировало снижение рождаемости, позволяющее экономикам распределять большую часть плодов технического прогресса на устойчивое увеличение доходов на душу населения, а не на рост населения, что прокладывает путь к устойчивому экономическому росту. Теория далее предполагает, что различия в биогеографических характеристиках, а также культурных и институциональных характеристиках привели к различным темпам перехода от стагнации к росту в разных странах и, следовательно, к расхождению в доходах на душу населения за последние два столетия.
В поисках причин различий (в том числе и институциональных) между странами, Одед Галор и Квамрул Ашраф пришли к выводу, что слишком большое, или, наоборот, слишком малое генетическое разнообразие является причиной неудач государств Чёрной Африки и коренных жителей Северной Америки соответственно. Это вызвало протест группы из 18 учёных-антропологов во главе с Гэри Уртоном и Карлом Ламберг-Карловски, считающих, что «их работа имеет серьёзные ошибки в отношении как изложенных фактов, так и используемых методов». Они предупреждают, что «заявления людей, не являющихся экспертами в области генетики, сделанные на основе слабых данных и методов, могут повлечь за собой негативные в социальные и политические последствия». Эндрю Гельман критикует Ашрафа и Галора за неэтичность их заявлений, называет причинно-следственные связи, представленные в их статье, «плохо определёнными и неправдоподобными» и призывает «хорошо подумать, прежде чем публиковать заявления, находящиеся вне сферы своей компетенции, которые могут иметь широкий резонанс».